# Road Warrior Hawk
Michael James Hegstrand (26 de enero de 1957 - 19 de octubre de 2003) fue un luchador profesional estadounidense. Es más recordado como Road Warrior Hawk, la mitad del tag team conocido como The Road Warriors (WCW) o The Legion of Doom (WWF), junto a Road Warrior Animal

## Vida personal
Mike Hegstrand asistió a Patrick Henry High School, donde se graduó en 1976. Después de la secundaria, tuvo varios trabajos para poder subsistir. Debido a su tamaño y el amor por el levantamiento de pesas, fue una figura imponente y por lo tanto un gorila muy eficaz. Él quería trabajar como un guardia de seguridad en Grandma B's en las ciudades gemelas, donde llamó la atención de Eddie Sharkey, un entrenador bien conocido de lucha libre. Sharkey cree que Hegstrand, junto con Joe Laurinaitis, Curt Hennig, Rick Rude y Barry Darsow podrían tener éxito en la lucha libre profesional. De hecho, él creía tanto en ellos, que entrenó personalmente a los cinco.
El 2 de abril de 2011 fue inducido al Salon de la Fama de la WWE

## En lucha
- Movimientos finales
  - Flying clothesline
  - Backbreaker drop

## Campeonatos y logros
- Pro Wrestling Illustrated
  - Equipo del año (1983) con Animal (The Road Warriors)[2]
  - Equipo del año (1984) con Animal (The Road Warriors)[3]
  - Equipo del año (1985) con Animal (The Road Warriors)[4]
  - Equipo del año (1988) con Animal (The Road Warriors)[5]

American wrestling association
AWA world team tag championship 1vez con road warrior animal